# 張晉婷
張晉婷（1969年7月19日—），中華民國政治人物，新北市五股區人，曾任新北市政府第2屆市政顧問、民進黨籍及臺聯黨籍第一、二屆新北市議會議員。

## 爭議事件
2014年，張晉婷參加第二屆新北市議員選舉，選區為第二選舉區（新莊區、五股區、泰山區、林口區），但在民進黨黨內初選失利，接受臺灣團結聯盟提名，提出「臺聯惟一徵召，力拚泛綠過半」口號。11月26日，張晉婷林口區競選總部主任林俊良、新莊區競選總部執行長呂文燦遭新北地檢署查獲賄選，並查扣名冊與賄款五十萬元，情節重大，新北地方法院裁定兩人收押禁見；呂已經認罪，但表示是自發性幫助張晉婷，張並不知情。但不久後，檢方又聲請羈押張晉婷辦公室主任吳建民。而張晉婷依然順利當選。
2014年12月25日，第二屆新北市議會議長選舉投票中，第一輪選舉，泛綠共推的議長候選人陳永福(33票)與中國國民黨議員蔣根煌(32票)皆未過半，並出現一張投給民進黨議員賴秋媚的票；第二輪投票時，陳、蔣同票數(33票)，最後抽籤，蔣根煌中籤當選。由於所有的民進黨議員與支持泛綠的無黨籍議員陳世榮等皆技術性亮票，故確定是張晉婷跑票。同日，臺聯發表聲明稿：「針對張晉婷議員涉及新北市議長選舉跑票案，臺聯今晚決議予以最嚴厲處分，立即開除黨籍。」民進黨新北市議會黨團總召集人李余典表示：張晉婷的幕僚因案收押，司法介入導致張跑票，才會造成議長選舉抽籤的結果。，民進黨立法委員林淑芬指出，新北市議長選舉「一票（新台幣）五千萬（元）」之說，目前檢、調已經開始調查議長選舉張晉婷是否涉及賄選情事。張晉婷的臉書專頁隨即湧來大量選民抗議，許多人認為張跑票投敵、而且涉嫌嫁禍賴秋媚。但是張喊冤，堅持自己不曾拿新台幣五千萬元的黑錢，議長選舉第一輪投票給賴秋媚的人也絕對不是她。12月26日，新北地檢署表示，由於新北市議員選舉時張晉婷已經有三位幕僚涉賄，已提起當選無效之訴。
2015年8月26日，新北地方法院一審判決張晉婷當選無效，全案可上訴。隔年，臺灣高等法院二審判決駁回張晉婷上訴，張晉婷當選無效確定、立即解職，市議員席次由同選區落選頭陳明義遞補；張晉婷則發新聞稿稱，她從未授意競選幹部舉辦免費餐會招待選民，她絕無賄選。2016年5月4日，新北地檢署認定張晉婷對有投票權人交付不正當利益，以違反《公職人員選舉罷免法》起訴張晉婷；張晉婷則發新聞稿宣稱，新北地檢署的起訴對她身心造成極大折磨、也浪費社會資源，她「絕對不需要賄選，也不可能賄選」。2017年11月，新北地院依選罷法判處張晉婷4年6個月徒刑，褫奪公權3年；上訴後維持原判。到了2021年，高等法院因證據不足，改判張晉婷無罪定讞。

## 選舉紀錄
| 年度 | 選舉屆數             | 選舉區           | 所屬政黨     | 得票數 | 得票率 | 當選標記 | 備註 |
| ---- | -------------------- | ---------------- | ------------ | ------ | ------ | -------- | ---- |
| 2010 | 第一屆新北市議員選舉 | 新北市第二選舉區 | 民主進步黨   | 24,155 | 7.31%  |          |      |
| 2014 | 第二屆新北市議員選舉 | 新北市第二選舉區 | 台灣團結聯盟 | 26,625 | 8.72%  | 當選無效 |      |
| 2018 | 第三屆新北市議員選舉 | 新北市第二選舉區 | 無黨籍       | 9,045  | 2.69%  |          |      |

## 政見

### 婦女及教育政策
1. 推動廣設優質的平價幼兒托育及安親照顧服務。
2. 爭取提高新北市育兒津貼，並降低申請門檻。
3. 重視婦女就業問題，推動婦女就業環境改造計畫。
4. 反對倉促推出的十二年「假」國教，主張立即暫緩，並全面免學費；高職先行免學雜費、免試；國教向下延伸，五歲入學。

### 弱勢政策
1. 提高單親及中低收入家庭之生活補助、教育補助及急難救助。
2. 推動長期照護政策，廣設平價及機構式的老人照護設施。
3. 全面檢討勞動派遣狀況，捍衛弱勢勞工權益。

### 新莊發展
1. 加速新莊副都心的發展，推動廣設公園及運動場等公共設施。
2. 推動加速國家電影文化中心的興建。
3. 推動中港大排周邊發展計畫，打造新莊的清溪川商業圈。

### 五股發展
1. 持續爭取捷運延伸到五股。
2. 爭取設置完全中學。
3. 於洲子洋重劃區引進業者設置大賣場。
4. 反對設立火葬場。

### 林口發展
1. 推動林口成為新北市的物流、倉儲、量販及觀光中心。
2. 增加林口聯外之公共運輸路線及方式。
3. 檢討解決林口交流道尖峰時間壅塞問題。

### 泰山發展
1. 持續推動捷運五股－泰山線，或五股泰山輕軌。
2. 加速泰山之都市計畫更新。
3. 爭取增加泰山區之公共醫療資源。

### 本土政策及其他政策
1. 堅持台灣優先、本土優先、人民優先。
2. 中央集權心態應調整，財政人事權下放地方，資源重新分配，均衡區域發展。
3. 國土重新規畫，推動新北市各區自治，以落實地方自治。[2]。

## 註解
1. 1 2  . 新北市議會全球資訊中文網.   [2023-06-12]. （原始内容存档于2022-07-07） （中文（臺灣））.
2. 1 2 3 4 5 6 7 8 9 10  .   [2015-11-29]. （原始内容存档于2018-03-22）.
3. 1 2  .   [2014-12-26]. （原始内容存档于2017-06-27）.
4. ↑  .   [2014-12-26]. （原始内容存档于2020-09-25）.
5. ↑  .   [2014-12-26]. （原始内容存档于2017-07-07）.
6. ↑  .   [2014-12-26]. （原始内容存档于2014-12-26）.
7. ↑  .   [2014-12-26]. （原始内容存档于2016-03-04）.
8. ↑  .   [2014-12-26]. （原始内容存档于2014-12-26）.
9. ↑  .   [2014-12-26]. （原始内容存档于2019-10-30）.
10. ↑  .   [2015-08-29]. （原始内容存档于2016-03-27）.
11. ↑  .   [2016-05-15]. （原始内容存档于2019-11-10）.
12. ↑  .   [2016-05-15]. （原始内容存档于2019-11-09）.
13. ↑  .   [2016-05-15]. （原始内容存档于2019-11-05）.
14. ↑  . 蘋果日報. 2017-11-30. （原始内容存档于2018-09-11）.
15. ↑  . 鏡週刊. 2021-12-22  [2023-07-05]. （原始内容存档于2023-07-05）.

## 外部連結
- 張晉婷臉書專頁